# Stella Dallas
Stella Dallas es una película dramática estadounidense de 1937 basada en la novela homónima de Olive Higgins Prouty de 1923 . Fue dirigida por King Vidor y protagonizada por Barbara Stanwyck, John Boles y Anne Shirley.
La película fue nominada a los Premios Óscar en las categorías de mejor actriz en un papel protagónico (Stanwyck) y mejor actriz de reparto (Shirley). En febrero de 2020, la película se proyectó en el Festival Internacional de Cine de Berlín durante una retrospectiva de la carrera de Vidor.

## Sinopsis
Una mujer de clase trabajadora permite que su hija se vaya con su padre rico por el propio bien de la joven.

## Reparto
- Barbara Stanwyck como Stella Dallas, de soltera Martin
- John Boles como Stephen Dallas
- Anne Shirley como Laurel Dallas
- Barbara O'Neil como Helen Morrison, later Helen Dallas
- Alan Hale como Ed Munn
- Marjorie Main como la Sra. Martin, madre de Stella
- Edmund Elton como "Pop" Martin, padre de Stella
- Tim Holt como Richard Grosvenor III
- George Walcott como Charlie Martin
- Lillian Yarbo como Gladys (no aparece en los créditos)

## Recepción

### Crítica
La película recibió críticas mixtas.
Variety elogió la película pero mencionó algunas inconsistencias, como el hecho de que Stella y su hija usan ropa hecha por Stella pero que la hija siempre viste con buen gusto mientras que la madre no.
Stella Dallas tiene un índice de aprobación del 90% en Rotten Tomatoes según diez reseñas.

## Premios y nominaciones
| Premio        | Categoría               | Nominado/a       | Resultado |
| ------------- | ----------------------- | ---------------- | --------- |
| Premios Oscar | Mejor Actriz            | Barbara Stanwyck | Nominada  |
| Premios Oscar | Mejor Actriz de Reparto | Anne Shirley     | Nominada  |

- El cineasta japonés Akira Kurosawa mencionó a Stella Dallas como a una de sus películas favoritas.[5][6]